# Tipula (Lunatipula) dampfiana
Tipula (Lunatipula) dampfiana is een tweevleugelige uit de familie langpootmuggen (Tipulidae). De soort komt voor in het Neotropisch gebied.